# 加藤重常
加藤 重常（かとう しげつね、天文11年（1542年） - 寛永2年10月18日〈1625年11月17日〉）は、安土桃山時代から江戸時代前期の武士、旗本。通称は小左衛門。重継とも称す。父は加藤常正。子に加藤重正、加藤正光、加藤重勝、加藤忠重がいる。
天正4年〈1576年〉より徳川家康、元和2年（1616年）より徳川秀忠に仕えた。寛永2年（1625年）死去、享年84。